# Ziegelhütte (Wüstung, Großlangheim)
Die Ziegelhütte ist eine Wüstung in der Gemarkung des unterfränkischen Großlangheim. Noch im Jahr 1888 wurde die Ziegelhütte als Ortsteil (Einöde) von Großlangheim erwähnt.

## Geografische Lage
Die Ziegelhütte lag im Süden des Großlangheimer Altortes am historischen Weg nach Fröhstockheim, etwa 150 Meter von der Großlangheimer Burg entfernt. Die Anlage entstand wohl an dieser Stelle, weil von dort die gebrannten Ziegel schnell ins Dorf transportiert werden konnten. Außerdem war der Weg mit der Flurlage „Leimengrube“ weiter südöstlich in der Gemarkung verbunden, wo der Lehm gewonnen wurde. Heute ist der Ort mit Wohnbauten des 20. Jahrhunderts überbaut. Der Straßenname An der Ziegelhütte erinnert an die ehemalige Nutzung.

## Geschichte
Erstmals namentlich genannt wurde die Ziegelhütte in einer Urkunde des Jahres 1517. Dort wurde der Lehm gebrannt, der für den Hausbau und für Dachziegel verwendet wurde. Im 19. Jahrhundert war die Ziegelhütte zeitweise ein Ortsteil Großlangheims. Im Jahr 1888 lebten dort zwei Einwohner. Die Einöde war der Schule und der Pfarrei Großlangheim zugeordnet. Die Überreste der Brennanlage waren noch in der zweiten Hälfte des 20. Jahrhunderts vorhanden. Sie verschwanden im Zuge des Baus eines modernen Wohngebietes.